# Jukka Viitasaari
Jukka Viitasaari, né en 1981 est un skieur de vitesse finlandais.
Il est sacré champion du monde (S1) en 2001 à Cervinia. L'année suivante en 2002, il prend la 3e place de la coupe du monde.
En 2003 à Salla, il remporte à nouveau le titre de champion du monde (S1), alors que sa sœur Jaana est aussi sacrée championne du monde de ski de vitesse.
En 2005, aux Arcs, il devient champion du monde Pro.
À la fin de la saison 2009, il se retire du circuit et revient 8 ans plus tard en 2017, avec notamment une 5e place aux championnats du monde, renouvelée à l'édition suivante en 2019.
Son record personnel est de 248,790 km/h, réalisé en 2006 aux Arcs. C'était à l'époque la 3e meilleure performance de tous les temps, et est toujours le record de Finlande.